# Бенедикт V
Бенедикт V або Венедикт V (лат. Benedictus; ? — 4 липня 966, Гамбург, Священна Римська імперія) — сто тридцять перший папа Римський (22 травня 964 — 23 червня 964), за походженням римлянин. Був обраний папою римлянами після смерті папи Івана XII. Однак, на той час синодом, скликаним імператором Священної Римської імперії Оттоном I Великим був уже обраний папою Лев VIII. Оттон I Великий настояв на кандидатурі Лева. Бенедикта було вислано до Гамбурга, де він і помер.